# Ivan Kosmatin
Ivan Kosmatin, född 22 december 1897 i Ljubljana i Österrike-Ungern (nuvarande Slovenien), död där 11 september 1961, var en jugoslavisk (slovensk) cyklist. Han tävlade vid olympiska sommarspelen 1924 i Paris.